# Lagwagon
Lagwagon — панк-рок-группа, образованная в 1988 году в городке Голета рядом с Санта Барбарой, штат Калифорния, США.

## История
В 1990 году лидер легендарной группы NOFX Фэт Майк подписал группу на свой, только что открывшийся лейбл Fat Wreck Chords. C того момента группа выпустила девять номерных альбомов и один живой альбом в рамках серии концертных пластинок «Live In A Dive».
Последний альбом «Resolve», который вышел в конце 2005 года, практически полностью посвящён бывшему барабанщику группы Деррику Плорду, который покончил жизнь самоубийством. Недавно группа выпустила свежий ЕР «I Think My Older Brother Used to Listen to Lagwagon».
В январе 2010 Lagwagon объявили, что бас-гитарист Джесси решил покинуть группу. Джесси играл в группе со дня её основания. На место бас-гитариста Lagwagon взяли бывшего участника RKL Джоэ Рапосо (Joe Raposo).
Участники группы практически все время проводят в турах, и не только в составе Lagwagon. Вокалист группы Джоуи и барабанщик Дэйв также играют в кавер-группе Me First And The Gimme Gimmes. Помимо этого участники группы состоят в легендарной группе Rich Kids On LSD. Вокалист Джоуи выпускает сольные альбомы.
4 октября 2019 года вышел девятый альбом группы "Railer". Релиз вышел на лейбле Fat Wreck Chords, принадлежащем Фэт Майку из NOFX и занял 12 место в US Independent Albums (Billboard).

## Состав группы
- Joey Cape (Джоуи Кейп)- вокал. Также играет в Me First and the Gimme Gimmes, Bad Astronaut и The Playing Favorites
- Chris Flippin (Крис Флиппин) — гитара. Также играет в Rich Kids on LSD (RKL)
- Chris Rest (Крис Рест) — гитара (с 1997). Также играет в RKL
- Joe Raposo (Джоэ Рапосо) — бас (с 2010)
- Dave Raun (Дейв Раун) — ударные. Также играет в RKL и Me First and the Gimme Gimmes

### Бывшие участники
- Shawn Dewey (Шон Деви) — гитара (1990—1997)
- Derrick Plourde (Деррик Плорд) — ударные (1990—1996) (умер в 2005 году)
- Ken Stringfellow (Кен Стрингфеллоу) — гитара (1997). Гитарист легендарной группы The Posies, участник групп R.E.M., White Flag и многих других.
- Jesse Buglione (Джесси Баглионе) — бас (1988—2010)

## Концерты в России
- 22 апреля 2007 года. Москва, клубе «Точка»
- 2 июля 2008 года. Санкт-Петербург, клуб «Сочи»
- 3 июля 2008 года. Москва, клубе «Точка»

## Дискография

### Студийные альбомы
| Год  | Название                  | Издатель         | Примечание                                                                                |
| ---- | ------------------------- | ---------------- | ----------------------------------------------------------------------------------------- |
| 1992 | Duh                       | Fat Wreck Chords | Дебютный альбом                                                                           |
| 1994 | Trashed                   | Fat Wreck Chords |                                                                                           |
| 1995 | Hoss                      | Fat Wreck Chords | Последний альбом с гитаристом Shawn Dewey и барабанщиком Derrick Plourde                  |
| 1997 | Double Plaidinum          | Fat Wreck Chords | Первый альбом с барабанщиком Dave Raun, единственный альбом с гитаристом Ken Stringfellow |
| 1998 | Let's Talk About Feelings | Fat Wreck Chords | Первый альбом с гитаристом Chris Rest                                                     |
| 2003 | Blaze                     | Fat Wreck Chords | Первый альбом после долгого перерыва                                                      |
| 2005 | Resolve                   | Fat Wreck Chords | Альбом посвящён Derrick Plourde, первому барабанщику группы                               |
| 2014 | Hang                      | Fat Wreck Chords |                                                                                           |
| 2019 | Railer                    | Fat Wreck Chords |                                                                                           |

### Синглы и ЕР
| Год  | Название                                            | Издатель         | Примечание                        |
| ---- | --------------------------------------------------- | ---------------- | --------------------------------- |
| 1992 | Tragic Vision b/w Angry Days                        | Fat Wreck Chords |                                   |
| 1994 | Brown Eyed Girl                                     | Hard Records     | Сплит с группой Jughead’s Revenge |
| 2000 | A Feedbag of Truckstop Poetry                       | Fat Wreck Chords |                                   |
| 2008 | I Think My Older Brother Used to Listen to Lagwagon | Fat Wreck Chords |                                   |

### Другие релизы
| Год  | Название                   | Издатель                      | Примечание                           |
| ---- | -------------------------- | ----------------------------- | ------------------------------------ |
| 2000 | Let’s Talk About Leftovers | My Records / Fat Wreck Chords | Сборник бисайдов и неизданных треков |
| 2005 | Live in a Dive             | Fat Wreck Chords              | Концертный альбом                    |